# Хлево (Великопольське воєводство)
Хлево (пол. Chlewo) — село в Польщі, у гміні Ґрабув-над-Просною Остшешовського повіту Великопольського воєводства.
Населення — 383 особи (2011).
У 1975-1998 роках село належало до Каліського воєводства.

## Демографія
Демографічна структура станом на 31 березня 2011 року:
|          | Загалом | Допрацездатний вік | Працездатний вік | Постпрацездатний вік |
| -------- | ------- | ------------------ | ---------------- | -------------------- |
| Чоловіки | 198     | 44                 | 136              | 18                   |
| Жінки    | 185     | 45                 | 104              | 36                   |
| Разом    | 383     | 89                 | 240              | 54                   |